# Bantia simoni
Bantia simoni är en bönsyrseart som beskrevs av Lucien Chopard 1916. Bantia simoni ingår i släktet Bantia och familjen Thespidae. Inga underarter finns listade i Catalogue of Life.